# Draba bertiscea
Draba bertiscea là một loài thực vật có hoa trong họ Cải. Loài này được Lakusic & Stevanovic mô tả khoa học đầu tiên năm 1995.